# Daniel Denise
Pour les articles homonymes, voir Denise.
Daniel Denise, artiste plasticien français est né en 1955 à Nancy . Il y vit et y travaille.

## Biographie
Daniel Denise

## Œuvres

### Le doigt de Stanislas
Avec ce projet (URBI&ORBI), finalisé en 2005, Denise livre son regard au travers d'un point central de la ville de Nancy : La place Stanislas.
À partir de 2004, il a déterminé précisément ce que montre le doigt de la statue de Stanislas Ier (Duc de Lorraine), historiquement et géographiquement. Avec le soutien de l'IGN, il trace une ligne géodésique virtuelle. Le point antipodal de Nancy (au large des îles Chatham) est également déterminé, ainsi que les régions et pays situés sur les mêmes latitudes et longitudes.
En plaçant Nancy au centre du monde, sur un nouvel équateur (avec l’aide de Reto Stockli, Blue Marble Earth Observatory, site de la NASA), Daniel Denise retrouve l'esprit de voyage.
Une petite étoile, gravée sur un des pavés de la place, aux pieds de la statue de Stanislas, abrite une météorite lunaire, offerte par le laboratoire du CRPG/CNRS de Nancy.
Les portraits de 1 360 nancéiens, le livre d’or, paraphé par 800 nancéiens et par les ouvriers qui rénové la place, ont été déposés le 15 avril 2005 par André Rossinot, député maire de Nancy. La cérémonie s'est déroulée en présence de Laurent Hénart, secrétaire d'État, Bertrand Bommelaer, secrétaire général du journal L'Est républicain, Etienne Deloule, du laboratoire de recherches du CRPG/CNRS, et les représentants des partenaires du projet de Daniel Denise.

### Le projet «la terre du Monde»
Depuis 1999, Daniel Denise collecte des échantillons de terres provenant du monde entier. Il s'agit de retrouver une terre d'origine, d'avant l'histoire et la géographie, comme pouvait être la Pangée il y a 250 millions d'années.
Cette bibliothèque d'échantillons a pu être constituée avec le soutien d'un grand nombre de nancéiens, et les amis ramenant de leurs voyages des échantillons de terre, de sable, de cendres volcaniques, et d'autres les envoyant.
Une première présentation a eu lieu pendant l'exposition Stanislas Urbi et Orbi. Yannick Hoetzel, verrier nancéien, a réalisé pour chaque terre un flacon de verre original soufflé à la canne.
Cette terre du Monde a été déposée dans le cratère Dolomieu du Piton de la Fournaise sur l’île de La Réunion en 2008.

### Expositions personnelles
- 2007 - Octobre / novembre « en 2 temps 3 mouvements ». Centre Culturel André Malraux, Scène Nationale de Vandœuvre
- 2007 - Février « Le visage des mains », Galerie le Préau des Arts, IUFM de Lorraine, Maxéville, présentation de photos, vidéo
- 2005 - « Stanislas Urbi et Orbi », « Portrait d’une ville », « Le livre SOUS la Place », « La terre du monde », avec la participation de Georges Rousse, Jérôme Bourdellon, Benoît Tremsal, Ben Vautier et l’IGN pour la ligne Géodésique Stanislas
- 2003 - Exposition itinérante dans les prisons de l'Est de la France : Metz, Écrouves, Bar le Duc, Toul, Ensisheim, Oermingen
- 2001 - « C'est flou ce que c'est près ». Exposition photo, galerie de Visu, Nancy
- 2000 - « Carte blanche », école des beaux-arts de Nancy
- 2000 - « Tenue correcte exigée ». Exposition photo., galerie Claude Michaud, Nancy

### Actions urbaines
- 2004 - « La ligne géodésique Stanislas ». Tracé du tour du monde indiqué par l’index de la statue Stanislas de Nancy relevés et mesures réalisées par l’institut géographique national
- 2004 - « Portrait d’une ville ». Installation d’un studio photographique, plus de 1 600 photos portraits de nancéiens et nancéiennes ont été réalisés à cette occasion
- 2004 - « Le livre SOUS la Place ». Durant l’évènement nancéien du  « Livre sur la place » le public, les auteurs, les enfants des écoles de Nancy et d’ailleurs ont laissé des messages « urbi et orbi » dans un grand livre d’or

### Exposition collectives
- 2007 - Exposition « A man on the bridge »  à Yamaguchi (Japon) au Yamaguchi Center for Arts and Media regroupant les vidéos autour de la performance du danseur canadien Paul-André Fortier
- 2006 - Novembre : Festival audiovisuel de l’orthophonie Nancy
- 2006 - Décembre : « Travail en cours / Work in progress ». Place des Arts - Montréal, Canada Exposition regroupant les vidéos autour de la performance du chorégraphe et danseur québécois Paul-André Fortier à Newcastle, Nancy, Yamaguchi, Ottawa et Montréal Canada
- 2003 - « Inventaire du Musée du bonheur ». Galerie TEM, Goviller, photos, vidéos, textes
- 2003 - « La Marche du temps ». Musée de la bière, Saint Nicolas de Port. Installation et présentation de : texte, photos, avec la participation musical de Jérôme Bourdellon
- 2002 - « Par nature ». Galerie TEM, Goviller, présentation de Installation : texte, photos, sculpture ;
- 2001 - « Ego ». Vent des forêts, Meuse, installation du projet et sculpture

### Organisation d’expositions
- 2005 - « Stanislas Urbi & Orbi » Conception et scénographie de l’exposition, galerie Poirel Nancy, avec la participation de Georges Rousse, Jérôme Bourdellon, Benoît Tremsal, Ben Vautier et L’IGN pour la ligne Géodésique Stanislas
- 2000 - « Être Artiste autrement ». Organisation, conception et scénographie. École Nationale des Beaux Arts de Nancy Artistes invités, Martin Bradley, Van Genk, Nedjar, Babillard, Georges Rousse et Laurent Danchin
- 1999 - « Le mythe de la vache ». Organisation, conception et scénographie de l’exposition, Gondreville
- 1996 - « Les yeux de la Terre », Maison des Dimes, Gondreville 36 artistes autour de la pomme de terre avec entre autres : Henry Cueco, Erik Dietman, Biagio Pancino, Nils Lido, Ben Vautier

### Production
- 1997 - Production en collaboration avec le CCAM, Vandœuvre, du premier CD de Jean Parant, « Partir », label Aloo Matta
- 1995 - Production du premier CD de Laurent Pernice, « Axident », Label Bruits Blancs